# Nørre Aaby Idrætsklub
Nørre Aaby Idrætsklub er en fodboldklub hjemmehørende i Nørre Aaby.
Klubben spillede i 1995-96-sæsonen for eneste gang i 1. division.
Nørre Aaby Idrætsklub spillede i foråret 2016 i Serie 1 under DBU Fyn.
Nørre Aaby's førstehold spiller i Serie 2

## Tidligere spillere
- Ole Bjørnmose
- Frank Olsen
- Kaj Johansen
- Martin Birn
- Morten Donnerup
- Kenneth Møller Pedersen
- Steen Thychosen
- Leif "Boddi" Christensen
- Bo Nielsen
- Julian Barnett
- Tonny Hermansen

• Lars Grave